# Newworldson
Newworldson is een Canadese christelijke pop/soulband. De groep komt uit St. Catharines, Ontario, Canada en bracht hun eerste album, Roots Revolution, uit in 2006. De muziek is elektronisch, veelal in het soul-genre. De band is ondergebracht bij het label Inpop Records en heeft getourd met de Newsboys. De band is op tournee geweest door Noord-Amerika, Europa, Australië en Nieuw-Zeeland.
Newworldson's Salvation Station werd geselecteerd als een van de 20 beste christelijke albums in Amerika in 2008 door het muziektijdschrift Cross Rhythms. Het derde album van de band is getiteld 'Newworldson', gelijknamig aan de band. De single 'There is a Way' heeft het tot nummer 2 in de Billboards gehaald op 20 maart 2010.
Newworldson trad in 2009 en 2010 op op het Xnoizz Flevo Festival. Het jaar daarop speelde de band op de EO-Jongerendag en in 2012 op Festival 316 in Ureterp.

## Bandleden
- Joel Parisien - zang, toetsen
- Joshua Franklin Toal - gitaar, zang
- Rich Moore - Bas, zang
- Mark Rogers - Drums

## Discografie

### Albums
| Year | Title              | Label            | Chart Positions | Chart Positions | Chart Positions | Chart Positions |
| Year | Title              | Label            | Top 200         | US Christ       | US Heat         | NZ              |
| ---- | ------------------ | ---------------- | --------------- | --------------- | --------------- | --------------- |
| 2006 | Roots Revolution   | Self-Released    | —               | —               | —               | 32              |
| 2008 | Salvation Station  | Inpop Records    | —               | 34              | 26              | 17              |
| 2010 | Newworldson        | Inpop Records    | —               | -               | -               | -               |
| 2012 | Rebel Transmission | Platinum records | —               | -               | -               | -               |
| 2015 | All the way live   | Platinum records | —               | —               | —               | -               |

### Ep's
- Salvation Station EP (Inpop, 2007)

### Singles
| Year | Title                          | Chart Positions | Chart Positions | Album             |
| Year | Title                          | Hot 100         | US Christ       | Album             |
| ---- | ------------------------------ | --------------- | --------------- | ----------------- |
| 2007 | "Salvation Station"            | —               | —               | Salvation Station |
| 2008 | "Workin' Man"                  | —               | —               | Salvation Station |
| 2008 | "Sweet Holy Spirit"            | —               | —               | Salvation Station |
| 2009 | "There is a Way"               | —               | 2               | Newworldson       |
| 2009 | "That's Exactly How I Like It" | —               | —               | Newworldson       |

### Compilaties
- YourMusicZone.com #1s, "Down From The Mountain" (CMC, 2007)
- Canada Rocks, "Salvation Station" (CMC, 2008)
- Now Hear This: Winter 2010 Sampler, "You Set the Rhythm" (Sparrow, 2010)
- WOW New & Next, "You Set The Rhythm" (EMI CMG, 2010)

## Prijzen
Gospel Music Association Canada Covenant Awards
- 2007 New Artist of the Year
- 2007 Folk/Roots Album of the Year: Roots Revolution[7]
- 2008 Folk/Roots Album of the Year: Salvation Station[8]
- 2009 Group of the Year[9]
- 2010 Folk/Roots Album of the Year: Newworldson
- 2010 Recorded Song of the Year: "There Is A Way"